# Гексафторосиликат меди(I)
Гексафторосиликат меди(I) — неорганическое соединение, 
соль металла меди и кремнефтористоводородной кислоты с формулой Cu2[SiF6],
красные кристаллы.

## Получение
- Действие кремнефтористоводородной кислоты на металлическую медь:

{\displaystyle {\mathsf {2Cu+H_{2}[SiF_{6}]\ {\xrightarrow {}}\ Cu_{2}[SiF_{6}]+H_{2}\uparrow }}}

## Физические свойства
Гексафторосиликат меди(I) образует красные кристаллы.

## Химические свойства
- Разлагается при нагревании:

{\displaystyle {\mathsf {Cu_{2}[SiF_{6}]\ {\xrightarrow {T}}\ 2CuF+SiF_{4}}}}